# Jezups Baško
Jezups Baško, latvijski general, * 1886, † 1946.